# Xã Canton, Quận Fulton, Illinois
Xã Canton (tiếng Anh: Canton Township) là một xã thuộc quận Fulton, tiểu bang Illinois, Hoa Kỳ. Năm 2010, dân số của xã này là 15.703 người.